# Préaux (Indre)
Préaux ist eine französische Gemeinde mit 172 Einwohnern (Stand 1. Januar 2022) im Département Indre in der Region Centre-Val de Loire; sie gehört zum Arrondissement Châteauroux und zum Kanton Valençay. Sie liegt am Oberlauf des Flusses Indrois.

## Geschichte
Ursprünglich Sainte-Christophe genannt, wurde das Gebiet von König Philipp August Guillaume-Raoul de Préaux für seinen Einsatz in der Schlacht bei Bouvines 1214 gegeben. Der Name der neuen Besitzer, das Adelsgeschlecht Préaux, wurde auf das Gebiet übertragen. Von ihnen stammt auch die Burg, die im 15. und 19. Jahrhundert umgebaut wurde.

### Bevölkerungsentwicklung
| Jahr                       | 1962 | 1968 | 1975 | 1982 | 1990 | 1999 | 2005 | 2017 |
| Einwohner                  | 427  | 378  | 332  | 249  | 227  | 184  | 162  | 161  |
| Quellen: Cassini und INSEE |      |      |      |      |      |      |      |      |